# 清水洋史
清水 洋史（しみず ようじ、1969年1月28日 - ）は、日本の音響監督。東北新社音響字幕制作事業部チーフディレクター。

## 来歴・人物
愛知県出身。1980年代後半、小劇場演劇ブームがあった頃、それに惹かれて演劇界に入り、舞台の演出家になる。1995年に阪神・淡路大震災、地下鉄サリン事件という世間を大きく揺るがす出来事を受けてフィクションへの向き合い方に悩み、演劇から離れる。それから建設現場作業員として2年程度働いた後、貯めたお金を元に半年ほど海外でバックパッカーをし、資金を使い切って帰国。今後を思案していたときに新聞で演劇経験者対象の東北新社の求人を見つけ、珍しいなと思って応募。2週間くらい友人のいる奈良県に滞在して帰ってくると書類審査を通った通知がきていたが、面接は既に過ぎていた。数日後、会社からなぜ来なかったのかと電話があり事情を説明すると二次面接から参加してもいいと言われ、そういうおおらかな時代に合格、入社した。アニメやゲーム関係仕事がメジャーではなかったことから音響のことは全く知らず、いちから吹き替えなどについて覚えていった。
アニメ・ゲームの音響監督から吹き替え演出まで、幅広いジャンルで活躍している。東北新社が運営する「映像テクノアカデミア(2025年3月に閉校)」で講師も務めていた。
趣味は写真。撮影も鑑賞も好み、写真がテーマの洋画『LIFE!』の吹き替え演出ではその知識が生かされたという。
『ルパン三世』シリーズでは、音響監督を『血の刻印 〜永遠のMermaid〜』（2011年）以降、東北新社の先輩である加藤敏から引き継いで担当。『PART IV』（2015年）からは劇伴の選曲も鈴木清司から引き継ぎ担当している。なお、就任前に『アルカトラズコネクション』（2001年）では録音監督補佐として参加していた。

## 参加作品
※特筆のないものは、全て音響監督としての参加。

### テレビアニメ
2001年
- ルパン三世 アルカトラズコネクション（録音監督補佐）

2003年
- ミッドナイトホラースクール

2004年
- モンキーパンチ漫画活動大写真

2006年
- 太陽の黙示録

2007年
- 獣神演武-HERO TALES-

2008年
- スティッチ!

2009年
- スティッチ! ～いたずらエイリアンの大冒険～

2011年
- ルパン三世 血の刻印 〜永遠のMermaid〜

2012年
- LUPIN the Third -峰不二子という女-[2]
- ルパン三世 東方見聞録 〜アナザーページ〜

2013年
- あいうら
- ルパン三世 princess of the breeze 〜隠された空中都市〜

2015年
- アクエリオンロゴス
- ルパン三世 PART IV

2016年
- ユーリ!!! on ICE[2]
- ルパン三世 イタリアン・ゲーム

2017年
- ロクでなし魔術講師と禁忌教典

2018年
- ルパン三世 PART5

2019年
- ルパン三世 グッバイ・パートナー
- ルパン三世 プリズン・オブ・ザ・パスト

2020年
- 啄木鳥探偵處

2021年
- すばらしきこのせかい The Animation
- ルパン三世 PART6

### OVA
2005年
- ラストオーダー ファイナルファンタジーVII

2015年
- 創勢のアクエリオンEVOL

### 劇場アニメ
2005年
- 劇場版 甲虫王者ムシキング グレイテストチャンピオンへの道

2006年
- 甲虫王者ムシキング スーパーバトルムービー 〜闇の改造甲虫〜

2010年
- REDLINE[2] ※石井克人と共同

2011年
- とある飛空士への追憶

2012年
- チベット犬物語 〜金色のドージェ〜
- ねらわれた学園 (2012年の映画)

2014年
- 新劇場版 頭文字D Legend1 -覚醒-
- LUPIN THE IIIRD 次元大介の墓標

2015年
- 新劇場版 頭文字D Legend2 -闘走-

2016年
- 新劇場版 頭文字D Legend3 -夢現-
- この世界の片隅に※台詞収録演出

2017年
- LUPIN THE IIIRD 血煙の石川五ェ門
- きみの声をとどけたい

2019年
- LUPIN THE IIIRD 峰不二子の嘘
- ルパン三世 THE FIRST

2023年
- ルパン三世VSキャッツ・アイ[注釈 1][8]
- 窓ぎわのトットちゃん

### Webアニメ
2019年
- 無限の住人-IMMORTAL-[9]

### ゲーム
- キングダムハーツ ※向山宏志、松岡裕紀と共同
- キングダム ハーツII ※加藤敏、向山宏志と共同
- キングダム ハーツ バース バイ スリープ ※向山宏志と共同
- ワールド オブ ファイナルファンタジー
- ジャック×ダクスター
- ラチェット&クランク（1～4th） ※久保宗一郎と共同

### 日本語版演出

#### 映画
- アーサーとミニモイの不思議な国
- アンドロメダ…
- イナフ
- イミテーション・ゲーム/エニグマと天才数学者の秘密
- インファナル・アフェアIII 終極無間
- ヴァンパイア・ハンター
- ウエルカム・トゥ・サイゴン
- 悦楽晩餐会/または誰と寝るかという重要な問題
- エンダーのゲーム
- オーシャンズ11
- オーシャンズ12
- オーシャンズ13
- ガーディアンズ・オブ・ギャラクシー:VOLUME 3[10]
- 軍用列車 ※DVD版
- ゴースト・イン・ザ・シェル[2][11]
- ゴーストバスターズシリーズ
  - ゴーストバスターズ/アフターライフ[12]
  - ゴーストバスターズ/フローズン・サマー[13]
- GODZILLA（演出補）※ソフト版、演出は佐藤敏夫
- コラテラル・ダメージ ※フジテレビ版
- ゴンゾ宇宙に帰る
- ザスーラ
- シェーン ※スター・チャンネル版
- シャッター アイランド
- 60セカンズ ※日本テレビ版
- スーパーマン リターンズ
- スター・ウォーズシリーズ
  - スター・ウォーズ/フォースの覚醒
  - ローグ・ワン/スター・ウォーズ・ストーリー
  - スター・ウォーズ/最後のジェダイ
- ストリングス〜愛と絆の旅路〜
- すべての美しい馬
- 聖なる嘘つき/その名はジェイコブ
- ゼロ・ダーク・サーティ[2]
- それでも夜は明ける
- ターミナル
- ダ・ヴィンチ・コード
- 007シリーズ
  - 007 スカイフォール[2]
  - 007 スペクター
- チーム★アメリカ/ワールドポリス
- ディナーの後に
- ナイト&デイ ※テレビ朝日版
- ネメシス/S.T.X
- ピース・ピープル ※川合茂美との連名
- ヒューゴの不思議な発明
- ブラックパンサー/ワカンダ・フォーエバー[14]
- ユニバーサル・ソルジャーII
  - ユニバーサル・ソルジャーIII
- ライオン・キング:ムファサ[15]
- LIFE!/ライフ ※ザ・シネマ版[16]
- ロック、ストック&トゥー・スモーキング・バレルズ
- ワン・ナイト・スタンド
- フェラーリ
- エース・ベンチュラ ※スターチャンネル版

#### 海外ドラマ
- LOST[2]
- ピースメイカー
- 神の雫/Drops of God
- THE HEAD

#### 人形劇
- セサミストリート ※NHK版

#### アニメ
- ガンビー
- カンフー・パンダ
- カンフー・パンダ2
- カンフー・パンダ3
- サウスパーク
- マスター・ファイブの秘密
- リロ・アンド・スティッチ
- リロ・アンド・スティッチ 2
- リロ・アンド・スティッチ ザ・シリーズ
- ミッキーのマジカル・クリスマス/雪の日のゆかいなパーティー
- ミッキーの悪いやつには負けないぞ!
- アングリーバード
- アングリーバード2
- シュガー・ラッシュ
- シュガー・ラッシュ:オンライン[17]
- クルードさんちのはじめての冒険
- ブラザー・ベア
- ブラザー・ベア2
- ホーム・オン・ザ・レンジ　にぎやか農場を救え!
- ファンタジア
- おしゃれにナンシー・クランシー（太田信乃と共同）
- ミッキーのクリスマスキャロル